# Tillay-le-Péneux
Tillay-le-Péneux és un municipi francès, situat al departament de l'Eure i Loir i a la regió de Centre – Vall del Loira. L'any 2007 tenia 349 habitants.

## Demografia

### Població
El 2007 la població de fet de Tillay-le-Péneux era de 349 persones. Hi havia 128 famílies, de les quals 28 eren unipersonals (20 homes vivint sols i 8 dones vivint soles), 40 parelles sense fills, 48 parelles amb fills i 12 famílies monoparentals amb fills.
La població ha evolucionat segons el següent gràfic:
Habitants censats

### Habitatges
El 2007 hi havia 187 habitatges, 129 eren l'habitatge principal de la família, 52 eren segones residències i 6 estaven desocupats. Tots els 186 habitatges eren cases. Dels 129 habitatges principals, 115 estaven ocupats pels seus propietaris, 11 estaven llogats i ocupats pels llogaters i 3 estaven cedits a títol gratuït; 1 tenia una cambra, 5 en tenien dues, 16 en tenien tres, 36 en tenien quatre i 71 en tenien cinc o més. 114 habitatges disposaven pel capbaix d'una plaça de pàrquing. A 56 habitatges hi havia un automòbil i a 65 n'hi havia dos o més.

### Piràmide de població
La piràmide de població per edats i sexe el 2009 era:
| Homes | Edats   | Dones |
| ----- | ------- | ----- |
| 0     | 95 o +  | 0     |
| 0     | 90 a 94 | 0     |
| 4     | 85 a 89 | 0     |
| 0     | 80 a 84 | 0     |
| 4     | 75 a 79 | 8     |
| 4     | 70 a 74 | 4     |
| 20    | 65 a 69 | 4     |
| 12    | 60 a 64 | 12    |
| 0     | 55 a 59 | 8     |
| 12    | 50 a 54 | 8     |
| 20    | 45 a 49 | 4     |
| 8     | 40 a 44 | 20    |
| 12    | 35 a 39 | 20    |
| 24    | 30 a 34 | 4     |
| 8     | 25 a 29 | 12    |
| 0     | 20 a 24 | 0     |
| 12    | 15 a 19 | 16    |
| 12    | 10 a 14 | 12    |
| 8     | 5 a 9   | 8     |
| 12    | 0 a 4   | 16    |

## Economia
El 2007 la població en edat de treballar era de 196 persones, 151 eren actives i 45 eren inactives. De les 151 persones actives 138 estaven ocupades (86 homes i 52 dones) i 13 estaven aturades (6 homes i 7 dones). De les 45 persones inactives 11 estaven jubilades, 9 estaven estudiant i 25 estaven classificades com a «altres inactius».

### Ingressos
El 2009 a Tillay-le-Péneux hi havia 146 unitats fiscals que integraven 386 persones, la mediana anual d'ingressos fiscals per persona era de 18.093,5 €.

### Activitats econòmiques
Dels 7 establiments que hi havia el 2007, 3 eren d'empreses de comerç i reparació d'automòbils, 2 d'empreses de serveis, 1 d'una entitat de l'administració pública i 1 d'una empresa classificada com a «altres activitats de serveis».
L'únic servei als particulars que hi havia el 2009 era un paleta.
L'any 2000 a Tillay-le-Péneux hi havia 25 explotacions agrícoles que ocupaven un total de 1.760 hectàrees.

## Poblacions més properes
El següent diagrama mostra les poblacions més properes.